# Stictoptera obalaui
Stictoptera obalaui är en fjärilsart som beskrevs av Bethune-Baker 1916. Stictoptera obalaui ingår i släktet Stictoptera och familjen nattflyn. Inga underarter finns listade i Catalogue of Life.